# NIFL Premier Intermediate League
La NIFL Premier Intermediate League es la tercera categoría del fútbol en Irlanda del Norte. Se disputa desde 1999 y cuenta con 14 equipos.

## Equipos participantes 2023-24
| Club                | Ciudad       | Estadio               | Capacidad |
| ------------------- | ------------ | --------------------- | --------- |
| Armagh City         | Armagh       | Holm Park             | 1500      |
| Ballymacash Rangers | Lisburn      | The Bluebell Stadium  | 1280      |
| Banbridge Town      | Banbridge    | Crystal Park          | 1500      |
| Coagh United        | Coagh        | Hagan Park            | 1000      |
| Dollingstown        | Dollingstown | Planters Park         | 750       |
| Limavady United     | Limavady     | The Showgrounds       | 1500      |
| Lisburn Distillery  | Lisburn      | New Grosvenor Stadium | 1500      |
| Moyola Park         | Castledawson | Mill Meadow           | 2000      |
| Portstewart         | Portstewart  | Seahaven              | 1500      |
| PSNI                | Belfast      | Newforge Lane         | 1500      |
| Rathfriland Rangers | Rathfriland  | Iveagh Park           | 1000      |
| Queen's University  | Belfast      | Upper Malone          | 300       |
| Tobermore United    | Tobermore    | Fortwilliam Park      | 1000      |
| Warrenpoint Town    | Warrenpoint  | Milltown              | 1450      |

## Lista de campeones
| Temporada                        | Campeón                      |
| Irish League Second Division     | Irish League Second Division |
| -------------------------------- | ---------------------------- |
| 1999-00                          | Dundela                      |
| 2000-01                          | Dundela                      |
| 2001-02                          | Moyola Park                  |
| 2002-03                          | Ballinamallard United        |
| Irish Second Division            |                              |
| 2003-04                          | Coagh United                 |
| 2004-05                          | Tobermore United             |
| 2005-06                          | Portstewart                  |
| 2006-07                          | Ballyclare Comrades          |
| 2007-08                          | Dergview                     |
| IFA Interim Intermediate League  |                              |
| 2008-09                          | Harland & Wolff Welders      |
| IFA Championship 2               |                              |
| 2009-10                          | Harland & Wolff Welders      |
| 2010-11                          | Warrenpoint Town             |
| 2011-12                          | Coagh United                 |
| 2012-13                          | Knockbreda                   |
| NIFL Championship 2              |                              |
| 2013-14                          | Armagh City                  |
| 2014-15                          | Lurgan Celtic                |
| 2015-16                          | Limavady United              |
| NIFL Premier Intermediate League |                              |
| 2016-17                          | Limavady United              |
| 2017-18                          | Dundela                      |
| 2018-19                          | Queen's University           |
| 2019-20                          | Annagh United                |
| 2021-22                          | Newington                    |
| 2022-23                          | Bangor                       |
| 2023-24                          | Limavady United              |

## Títulos por club
| Club                    | Campeón | Años campeón              |
| ----------------------- | ------- | ------------------------- |
| Dundela                 | 3       | 1999-00, 2000-01, 2017-18 |
| Limavady United         | 3       | 2015-16, 2016-17, 2023-24 |
| Coagh United            | 2       | 2003-04, 2011-12          |
| Harland & Wolff Welders | 2       | 2008-09, 2009-10          |
| Moyola Park             | 1       | 2001-02                   |
| Ballinamallard United   | 1       | 2002-03                   |
| Tobermore United        | 1       | 2004-05                   |
| Portstewart             | 1       | 2005-06                   |
| Ballyclare Comrades     | 1       | 2006-07                   |
| Dergview                | 1       | 2007-08                   |
| Warrenpoint Town        | 1       | 2010-11                   |
| Knockbreda              | 1       | 2012-13                   |
| Armagh City             | 1       | 2013-14                   |
| Lurgan Celtic           | 1       | 2014-15                   |
| Queen's University      | 1       | 2018-19                   |
| Annagh United           | 1       | 2019-20                   |
| Newington               | 1       | 2021-22                   |
| Bangor                  | 1       | 2022-23                   |